# Government of Ireland Act 1920
Government of Ireland Act 1920 var den brittiska parlamentsakt, som 1920 delade upp ön Irland i två politiska enheter. Den långa titeln var "An Act to provide for the better government of Ireland", och lagen gäller fortfarande (2013) i Nordirland.
Självstyret infördes inte i södra delen, som led av krig och oroligheter, och i stället utropades Irländska fristaten 1922.

### Fotnoter
1. ↑  ”Ireland” (på engelska). World Statesmen. http://www.worldstatesmen.org/Ireland.htm. Läst 14 maj 2013.